# Аючево
Аю́чево (баш. Айыусы) — село в Стерлитамакском районе Башкортостана, административный центр Аючевского сельсовета.

## Географическое положение
Находится на правом берегу реки Ашкадар.
Расстояние до:
- районного центра (Стерлитамак): 30 км,
- ближайшей ж/д станции (Стерлитамак): 30 км.

## История
Село основано башкирами Юрматынской волости Ногайской дороги на собственных землях, известно с 1765 года. С 1781 года в Аллагуватовской волости Стерлитамакского уезда. 
Жители занимались скотоводством, земледелием. Были мечеть, водяная мельница. В 1906 году также зафиксированы бакалейная лавка, паромная переправа.

## Население
В 1795 г. в 41 дворе проживало 235 чел., в 1865 г. в 56 дворах — 298 человек.
| 2002 | 2009 | 2010 |
| ---- | ---- | ---- |
| 276  | ↗283 | ↗297 |

Национальный состав
Согласно переписи 2002 года, преобладающая национальность — башкиры (99 %).

## Инфраструктура
Есть школа, детский сад, фельдшерско-акушерский пункт, дом культуры, библиотека.

## Религия
В селе есть мечеть Рахимъян.

## Люди, связанные с селом
- Янгузин, Рим Зайнигабитович (1941—2007) — советский и российский этнограф, специалист по проблемам этногенеза и этнической истории башкир, а также изучению их традиционного хозяйства и социальной структуры. Доктор исторических наук (1990), профессор (1991).